# Taraxacum acroglossum
Taraxacum acroglossum — вид квіткових рослин з родини айстрових (Asteraceae). Вид зростає в Європі: Англія, Уельс, Шотландія, Швеція, Фінляндія, Німеччина, Польща, Чехія, Словаччина; інтродукований до Ірландії; це багаторічна рослина помірних біомів.